# Mahan Air
Mahan Airlines, hoạt động dưới tên Mahan Air (tiếng Ba Tư: هواپیمایی ماهان Havâpeymâye Mâhân) là một hãng hàng không tư nhân Iran có trụ sở tại Tehran, Iran. Hãng có các tuyến bay theo lịch trình các dịch vụ và các chuyến bay quốc tế đến Viễn Đông, Trung Đông, Trung Á và châu Âu. Các căn cứ chính của nó là Sân bay Quốc tế Tehran Imam Khomeini và Sân bay Quốc tế Mehrabad. Mỹ đã áp đặt lệnh trừng phạt đối với Mahan Air ba lần kể từ năm 2011 vì cáo buộc vận chuyển vũ khí cho chính phủ Syria, vận chuyển các thành viên của Đội vệ binh Cách mạng Hồi giáo và cung cấp phương tiện vận chuyển cho lực lượng quân đội Liban Hezbollah.

## Lịch sử
Mahan Air là một hãng vận tải dịch vụ đầy đủ (FSC), được thành lập vào năm 1991 và bắt đầu hoạt động vào tháng 6 năm 1992 với tư cách là hãng hàng không tư nhân đầu tiên của Iran. Tên của Mahan được lấy từ thành phố lịch sử của Mahan ở tỉnh Kerman. Hãng hàng không đã tham gia vào IATA năm 2001 và thuộc sở hữu của Viện Hỗ trợ Mol-Al-Movahedin (100%).
Ba máy bay chở khách Airbus A300B4 đã được mua vào năm 1999 và sau đó vào năm 2002 các loại A310 và A320 đã tham gia vào đội bay. Theo Tòa án Tối cao Anh, ba chiếc 747-400 đã được Mahan Air lấy đi bất hợp pháp từ chủ sở hữu thực của họ, Blue Sky Airlines, trong năm 2008, sử dụng hóa đơn giả mạo bán hàng. Khi được lệnh đưa máy bay trở lại châu Âu, Mahan dường như tuyên bố họ không thể làm điều đó bởi vì họ đang bị điều tra bởi chính quyền Iran về gian lận và máy bay phải được giữ ở Iran. Đội tàu bay trải qua quá trình hiện đại hóa rộng rãi kể từ năm 2006 khi những chiếc Boeing 747-400, A300-600, RJ-100 cũng như A340-600 đã được mua lại để cho phép Mahan Air cung cấp thêm công suất cho các điểm đến hiện tại cũng như mở rộng phạm vi của nó đến các điểm đến trên toàn thế giới.
Hãng hàng không đã vận chuyển 5,4 triệu hành khách vào năm 2015 với hệ số tải trung bình là 77% và giữa năm 2015 có 60 máy bay, tạo thành hãng hàng không lớn nhất ở Iran dựa trên số ghế và quy mô đội tàu. Nó hoạt động theo lịch trình các dịch vụ hành khách đến các điểm đến quốc tế ở châu Âu, Viễn Đông và Trung Đông. Mahan Air cũng có mạng lưới tuyến nội địa rộng. Hãng hàng không bắt đầu các dịch vụ của Copenhagen và Paris (CDG) vào nửa đầu năm 2016. Vào ngày 6 tháng 4 năm 2016, Mahan Air bị cấm bay trên không phận Saudi Arabian.
Vào ngày 12 tháng 12 năm 2011, Bộ Tài chính Hoa Kỳ đã thông báo việc chỉ định Mahan Air là nhà tài trợ vật chất và vận chuyển khủng bố "để cung cấp hỗ trợ về tài chính, vật chất và công nghệ cho lực lượng Cảnh sát Cách mạng Hồi giáo-Qods Force (IRGC-QF). Tehran, Mahan Air cung cấp dịch vụ vận chuyển, chuyển tiền và dịch vụ đi lại nhân viên tới IRGC-QF." 
Từ tháng 12 năm 2011, Mahan Air đã bị Bộ Tài chính Hoa Kỳ áp dụng một số hình thức xử phạt do cáo buộc vi phạm luật pháp quốc tế bằng cách vận chuyển vũ khí và quân tiếp viện cho các nhóm được chỉ định như Hezbollah và Hamas.
Một phóng sự trên The Wall Street Journal cũng tuyên bố rằng chính phủ Hoa Kỳ "đã liên tục cam kết nối tiếp" Mahan Air, lập luận rằng IRGC có thể sử dụng nó để vận chuyển quân đội và vũ khí để hỗ trợ quân đội Syria.
Vào tháng 5 năm 2016, một vài thành viên của Quốc hội Hoa Kỳ kêu gọi Liên minh Châu Âu "chấm dứt kịp thời các hoạt động của Mahan Air ở Châu Âu".

## Đội tàu bay

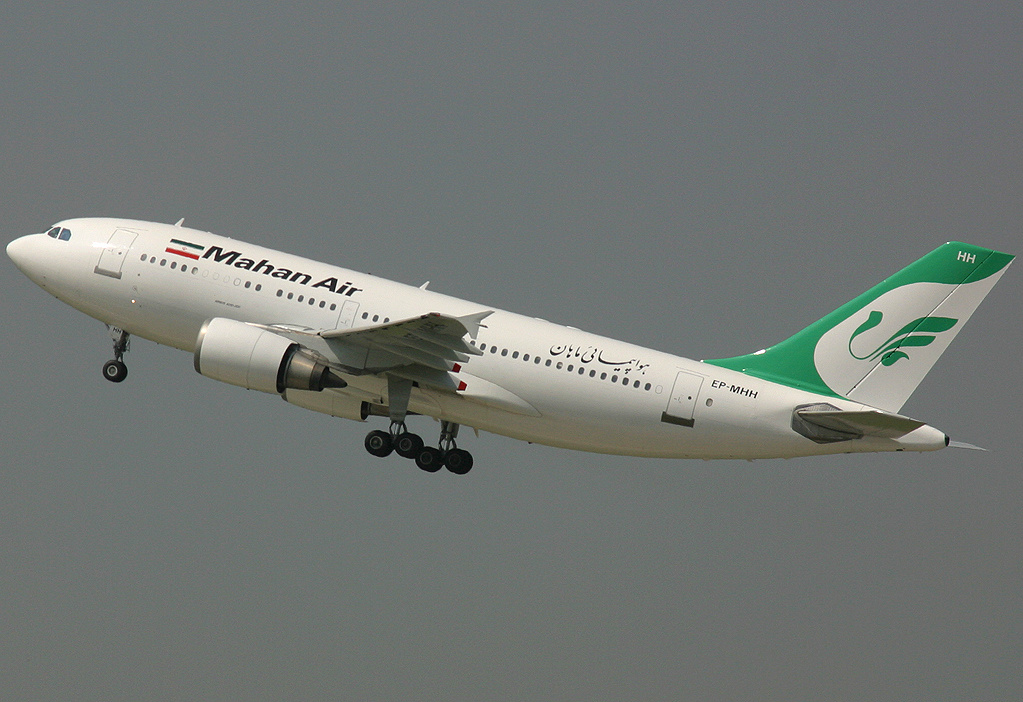
Mahan Air Airbus A310-300

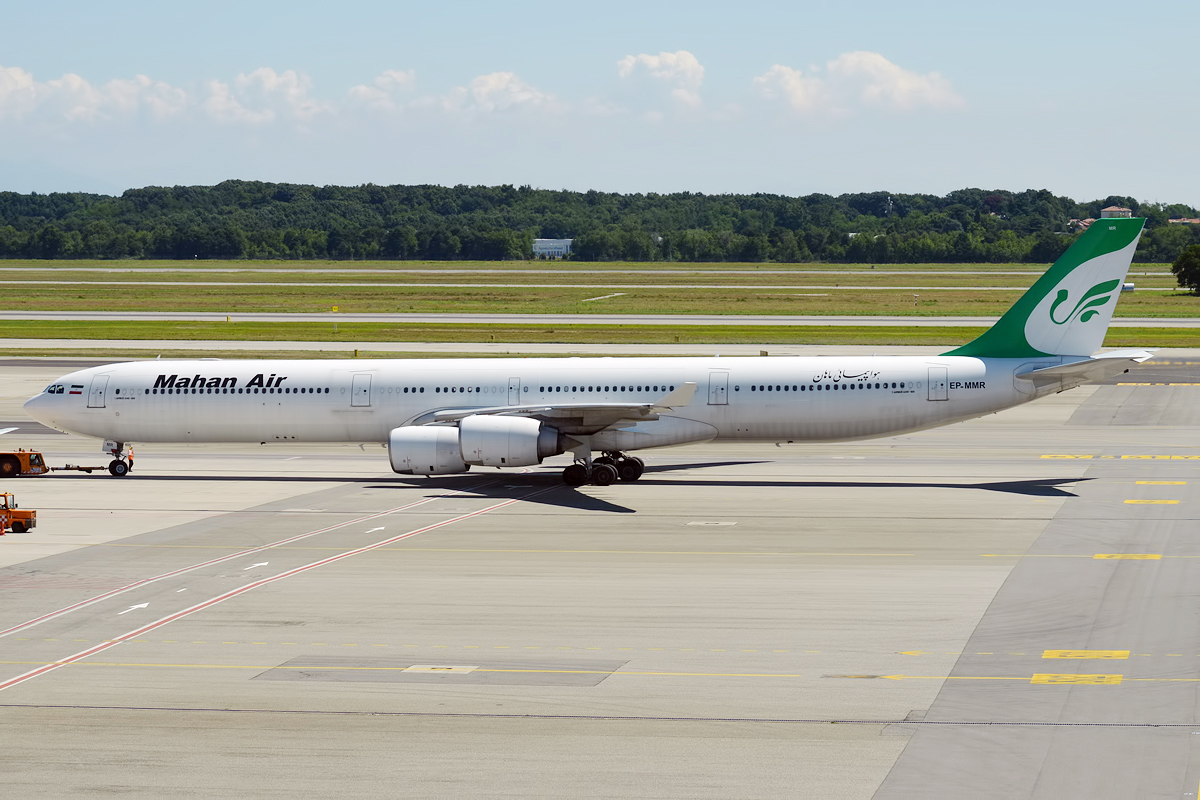
Mahan Air Airbus A340-600

Đội tàu bay của Mahan Air bao gồm các tàu bay sau tính đến tháng 8 năm 2017.
| Tàu bay          | Đang vận hành | Đặt hàng | Số khách | Số khách | Số khách  | Ghi chú |
| Tàu bay          | Đang vận hành | Đặt hàng | J        | Y        | Tổng cộng | Ghi chú |
| ---------------- | ------------- | -------- | -------- | -------- | --------- | ------- |
| Airbus A300-600R | 14            | —        | 24       | 256      | 280       | [ 16 ]  |
| Airbus A310-300  | 9             | —        | 9        | 190      | 202       | [ 16 ]  |
| Airbus A310-300  | 9             | —        | 24       | 164      | 188       | [ 16 ]  |
| Airbus A321-100  | 1             | —        |          | 210      | 210       |         |
| Airbus A340-300  | 4             | —        | 30       | 269      | 299       | [ 16 ]  |
| Airbus A340-300  | 4             | —        | 30       | 261      | 291       | [ 16 ]  |
| Airbus A340-600  | 7             | —        | 38       | 264      | 302       | [ 16 ]  |
| Avro RJ85        | 5             | —        | —        | 100      | 100       | [ 16 ]  |
| Avro RJ100       | 17            | —        | —        | 100      | 100       | [ 16 ]  |
| Boeing 747-300   | 2             | —        | 26       | 434      | 460       | [ 16 ]  |
| Tổng cộng        | 53            | —        |          |          |           |         |